# Varjota

Varjota este un oraș și o municipalitate din statul Ceará (CE) din Brazilia.